# Jawornik Ruski
Jawornik Ruski est une localité polonaise de la gmina de Bircza, située dans le powiat de Przemyśl en voïvodie des Basses-Carpates.